# Veronika Velez Zuzulová
Veronika Velez Zuzulová (Bratislava, 15 juli 1984) is een Slowaakse alpineskiester. Ze nam driemaal deel aan de Olympische Winterspelen, maar behaalde daarbij geen medaille.

## Carrière
Zuzulová maakte haar wereldbekerdebuut in oktober 2000 tijdens de reuzenslalom in Sölden, een maand later scoorde ze in Park City. In februari 2002 behaalde de Slowaakse in Åre haar eerste toptienklassering in een wereldbekerwedstrijd, twee jaar later stond Zuzulová in Levi. Op 29 december 2012 boekte de Slowaakse in Semmering, na dertien podiumplaatsen, haar eerste wereldbekerzege. Tijdens het seizoen 2007/2008 eindigde Zuzulová op een derde plaats in de eindstand van de wereldbeker slalom.
Op de Olympische Winterspelen 2002 eindigde Zuzulová op de 32e plaats op de reuzenslalom. Vier jaar later, in Turijn, was ze opnieuw van de partij op de Olympische Spelen. Als beste resultaat liet ze een vijftiende plaats in de combinatie optekenen. Op de Olympische Winterspelen 2010 in Vancouver was een tiende plaats haar beste resultaat, ditmaal op de olympische slalom.
Zuzulová nam in haar carrière acht keer deel aan de wereldkampioenschappen alpineskiën. Haar beste resultaat was de vierde plaats op de slalom tijdens de wereldkampioenschappen alpineskiën 2015 in Vail/Beaver Creek.

## Resultaten

### Titels
Slowaaks kampioene slalom – 2004, 2005, 2006, 2007, 2010
Slowaaks kampioene reuzenslalom – 2007, 2010

### Olympische Spelen
| Jaar | Plaats         | Resultaten                   |
| ---- | -------------- | ---------------------------- |
| 2002 | Salt Lake City | 32e Reuzenslalom DNF1 Slalom |
| 2006 | Turijn         | 15e Combinatie 22e Slalom    |
| 2010 | Vancouver      | 10e Slalom DNS2 Reuzenslalom |
| 2018 | Pyeongchang    | 17e Slalom                   |

### Wereldkampioenschappen
| Jaar | Plaats                 | Resultaten                                     |
| ---- | ---------------------- | ---------------------------------------------- |
| 2001 | Sankt Anton am Arlberg | 34e Reuzenslalom DNF1 Slalom                   |
| 2005 | Bormio                 | DSQ1 Slalom                                    |
| 2007 | Åre                    | 9e Supercombinatie 13e Slalom 21e Reuzenslalom |
| 2009 | Val-d'Isère            | DNS Reuzenslalom                               |
| 2011 | Garmisch-Partenkirchen | 10e Slalom 15e Reuzenslalom                    |
| 2013 | Schladming             | 7e Slalom                                      |
| 2015 | Vail/Beaver Creek      | 4e Slalom                                      |
| 2017 | Sankt Moritz           | DNF2 Slalom                                    |

### Wereldbeker
Eindklasseringen
| Seizoen   | Algm | SL     | RS  | SC  |
| --------- | ---- | ------ | --- | --- |
| 2001/2002 | 68e  | 23e    | -   | -   |
| 2003/2004 | 42e  | 15e    | -   | -   |
| 2004/2005 | 37e  | 9e     | -   | -   |
| 2005/2006 | 77e  | 28e    | -   | 44e |
| 2006/2007 | 19e  | 5e     | 32e | 37e |
| 2007/2008 | 15e  | Brons  | 41e | -   |
| 2008/2009 | 65e  | 22e    | -   | -   |
| 2009/2010 | 94e  | 36e    | -   | -   |
| 2010/2011 | 19e  | 5e     | 42e | -   |
| 2011/2012 | 17e  | 4e     | 42e | -   |
| 2012/2013 | 12e  | Brons  | -   | -   |
| 2014/2015 | 24e  | 6e     | -   | -   |
| 2015/2016 | 13e  | Zilver | -   | -   |
| 2016/2017 | 11e  | Zilver | -   | -   |
| 2017/2018 | 102e | 42e    | -   | -   |

Wereldbekerzeges
| Datum            | Plaats    | Onderdeel  |
| ---------------- | --------- | ---------- |
| 29 december 2012 | Semmering | Slalom     |
| 1 januari 2013   | München   | City Event |
| 12 januari 2016  | Flachau   | Slalom     |
| 15 januari 2016  | Flachau   | Slalom     |
| 3 januari 2017   | Zagreb    | Slalom     |